# Killer-cell immunoglobulin-like receptor
Killer immunoglobulin-like receptory, zkráceně KIR, jsou transmembránové glykoproteiny vyskytující se na povrchu lidských NK buněk a v malém množství také T lymfocytů. Jsou kódovány geny umístěnými na chromozomu 19q13.4 v oblasti tzv. leukocytárního receptorového komplexu (LRC).Tyto receptory interagují s MHC I. molekulami nacházejícími se na povrchu většiny typů tělních buněk a regulují tak cytotoxické funkce NK buněk. Skrze konkrétní alely MHC genů jsou KIR receptory schopny rozlišovat zdravé buňky např.  od nádorově transformovaných či virem infikovaných buněk. Většina KIR receptorů má inhibiční funkci, takže při rozpoznání vlastní MHC I. molekuly potlačují zabíječské aktivity NK buněk. Aktivační KIR receptory po setkání s příslušnou MHC I. molekulou aktivují cytotoxickou funkci NK buněk, která vede k zabití cílových buněk. 
KIR geny jsou vysoce polymorfní, každý jedinec tedy nese unikátní sadu KIR receptorů a shoda v genotypu dvou nepříbuzných osob je velice vzácná.
KIR receptory hrají díky schopnosti rozpoznávat a interagovat s cizími a vlastními zdravými i pozměněnými buňkami důležitou roli v udržování rovnováhy mezi efektivní imunitní obranou a tolerancí vlastních buněk. Jsou také součástí ochrany proti virovým infekcím, autoimunitním a nádorovým onemocněním.
Analogickým receptorem lidských KIR je u hlodavců a dalších druhů molekula Ly49, integrální transmembránový glykoprotein typu II.

## Struktura
KIR geny mají 9 exonů, které jsou kódují především receptorové proteinové domény (leader, D0, D1 a D2 a dlouhé a krátké cytosolické domény). V současné době je známo 17 KIR genů – devět inhibičních genů (KIR2DL1/L2/L3/L4/L5A/L5B, KIR3DL1/L2/L3), šest aktivačních genů (KIR2DS1/S2/S3/S4/S5, KIR3DS1) a dva pseudogeny (KIR2DP1, KIR3DP1) rozdělených dle haplotypu do skupiny A (KIR A) a skupiny B (KIR B). Alelický polymorfismus byl popsán u všech KIR genů kódujících aktivační receptory i inhibiční specifické receptory pro HLA tř. I a nejrozsáhlejší je u KIR3DL1, KIR3DL2 a KIR3DL3. K prosinci 2020 bylo otypizováno 1110 alel všech KIR genů celkem na 1992  buňkách.
NK buněčné KIR receptory se vážou přímo na molekuly MHC tř. I na povrchu cílových buněk. Lidské KIR receptory rozpoznávají především α1 a α2 domény na HLA-A, -B a -C, což jsou MHC tř. I na lidských buňkách. Pozice 44 v D1 doméně KIR receptorů a pozice 80 v HLA-C jsou důležité pro specificitu KIR-HLA interakce.

## Typy receptorů

### Inhibiční KIR receptory
Inhibiční KIR receptory mají zásadní vliv na regulaci funkce NK buněk. Skrze inhibiční KIR jsou NK buňky edukovány interakcí s vlastními MHC tř. I molekulami. Pokud následně interagují s buňkami, které nemají odpovídající ligandy MHC tř. I, je spuštěna cytotoxická aktivita NK buněk.
Inhibiční KIR receptory signalizují prostřednictvím svého imunoreceptorového inhibičního motivu na bázi tyrosinu (ITIM) ve své cytoplazmatické doméně. Když se inhibiční KIR receptory navážou na ligand, jejich ITIM jsou tyrosin fosforylované a jsou aktivovány proteinové tyrosin fosfatázy, včetně SHP-1.

### Aktivační KIR receptory
Aktivační KIR receptory z hlediska evoluce vznikly z homologních genů pro inhibiční KIR. Alelický polymorfismus je také u aktivačních KIR mnohem rozsáhlejší.
Aktivační KIR postrádají ITIM motivy a v transmembránové doméně obsahují pozitivně nabité zbytky lysinu nebo argininu. Ty umožňují interakci s DAP12 obsahující imunoreceptorový aktivační motiv na bázi tyrosinu (ITAM) zodpovědný za aktivační signalizaci.

## Ligandy KIR receptorů
Ligandy aktivačních a inhibičních KIR receptorů jsou uvedeny v tabulce níže:
|                         | KIR receptor                  | Ligand                                                 |
| Aktivační KIR receptory | 2DS1                          | HLA-C2                                                 |
|                         | 2DS2                          | HLA-C1, HLA-A*11:01                                    |
| 2DS3                    | neznámý                       |                                                        |
| 2DS4                    | HLA-C*05:01, A*11:02, C*16:01 |                                                        |
| 2DS5                    | neznámý                       |                                                        |
| 3DS1                    | neznámý                       |                                                        |
| Inhibiční KIR receptory | 2DL1                          | HLA-C2                                                 |
|                         | 2DL2 / 2DL3                   | HLA-C1, HLA-C2, HLA-B*46:01, a HLA-B*73:01 (C1 epitop) |
| 2DL4                    | HLA-G                         |                                                        |
| 2DL5                    | neznámý                       |                                                        |
| 3DL1                    | HLA-A s Bw4 motivem, HLA-Bw4  |                                                        |
| 3DL2                    | HLA-A3/A11                    |                                                        |
| 3DL3                    | neznámý                       |                                                        |

Upraveno dle 